# Antonio Diógenes
Antonio Diógenes (en griego antiguo: Ἀντώνιος Διογένης) fue un autor de la Antigua Grecia que escribió una novela, titulada Los prodigios más allá de Thule (Τὰ ὑπὲρ Θoύλην ἄπιστα Apista huper Thoulen). Los eruditos le sitúan en el siglo II, pero su cronología es desconocida, incluso para Focio, que escribió una sinopsis de la novela.
La novela constaba de veinticuatro libros, de los que se han salvado diez, y estaba escrita en forma de diálogo sobre viajes románticos e imaginarios a la Isla de Thule. Además del resumen de Focio, hay que añadir excerptas en la biografía de Pitágoras de Porfirio y un papiro (núm. 50 P., siglo II-III). 